# Doppia immagine 2
Doppia immagine 2 (Mirror Images II) è un film statunitense direct-to-video del 1994; diretto da Gregory Dark ed interpretato da Shannon Whirry. Il film è il sequel di Doppia immagine nel 1992 ma la trama è completamente indipendente dal predecessore.

## Trama
Carrie e Terrie sono due gemelle separate durante la loro infanzia, quando il violento padre uccise la loro madre prima di essere a sua volta ucciso dalle due bambine. Delle due Carrie cresce amorevole e gentile mentre Terrie al contrario è una donna spregiudicata. La serenità di Carrie viene interrotta dal ritorno in città della gemella che si finge sua amica ma in realtà medita vendetta nei suoi confronti.